# Monochrome Rose

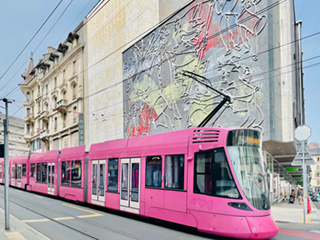
Monochrome Rose Tram

Monochrome Rose ist eine sich im öffentlichen Raum bewegende Installation der Schweizer Künstlerin Pipilotti Rist aus dem Jahr 2016.

## Beschreibung
Das Fahrzeug Monochrome Rose ist ein von Stadler Rail produziertes Tram vom Typ Tango, das 2016 von der Künstlerin Pipilotti Rist gestaltet wurde. Das Tram ist innen und aussen pink. Ausgenommen sind die Aussenseiten der Türen, welche aufgrund des Behindertengesetzes auch für Sehbehinderte deutlich erkennbar sein müssen.
Das Tram verkehrt auf der Linie 14 zwischen den vier Genfer Gemeinden Lancy, Onex, Confignon und Bernex. Das rosa Fahrzeug wirkt so in den öffentlichen Raum hinein. Das Fahrzeug, das an die monochrome Malerei von Kazimir Malevich oder Yves Klein denken lässt, verändert während der Fahrt temporär den öffentlichen Raum. 250 kg Farbe wurden für den Anstrich benötigt.

## Entstehung

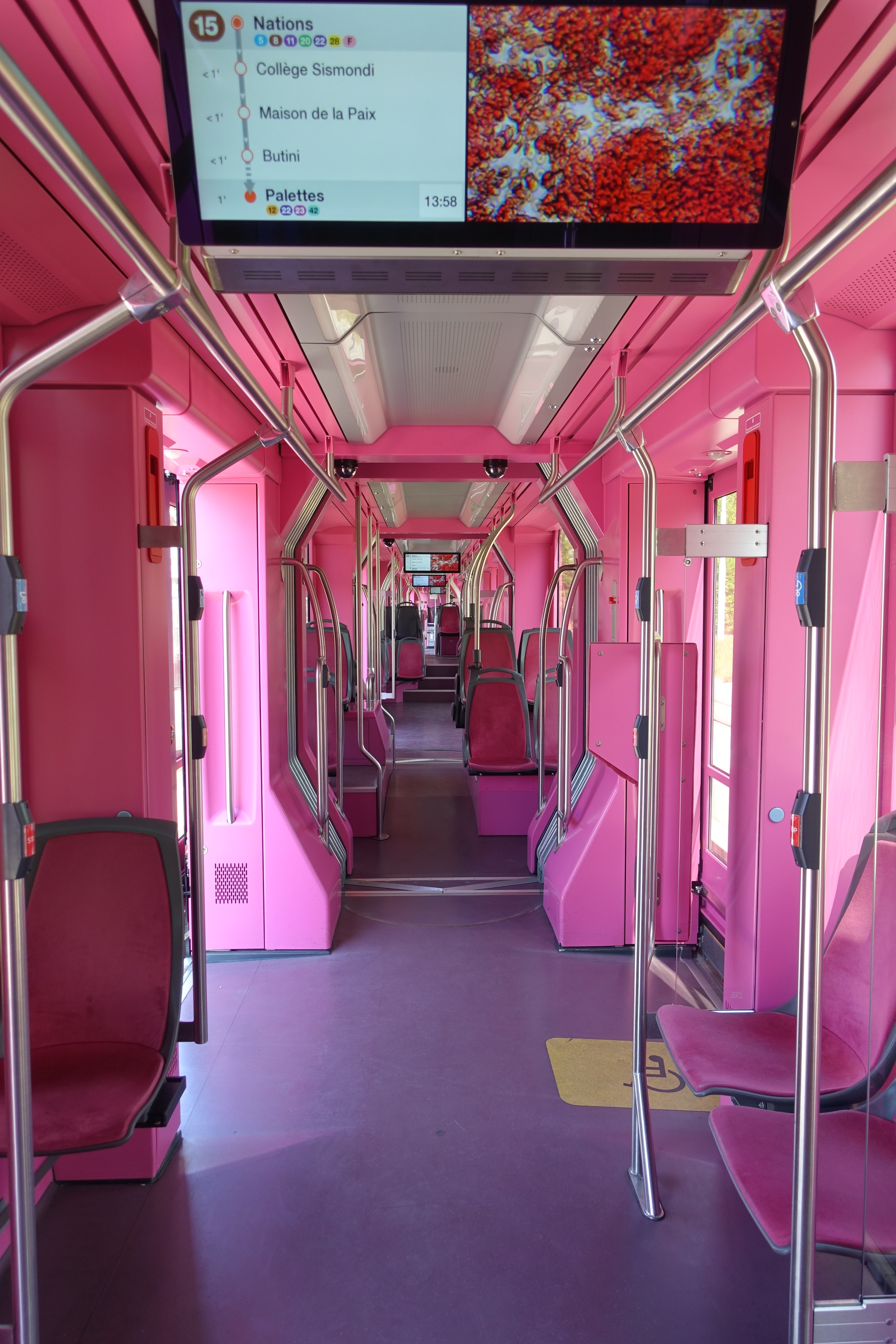
Innenansicht des Trams Monochrome Rose

2009 riefen die vier Genfer Gemeinden Lancy, Onex, Confignon und Bernex, durch die dieselbe Tramlinie fährt, das Kunstprojekt «art&tram» ins Leben. Es umfasst Werke von namhaften Kunstschaffenden wie Silvie Defraoui, John M. Armleder, Eric Hattan, Lang/Baumann und Ugo Rondinone entlang der Tramlinie 14 der Genfer Verkehrsbetriebe Transports publics genevois (TPG). Das Projekt des Kantons Genf liegt in der Verantwortung des Fonds Cantonal d’Art Contemporain. Erst am 1. November 2022 wurde das letzte der Kunstwerke, Beautiful Bridge, in Bernex enthüllt und eingeweiht. Als Bindeglied zwischen den verstreut liegenden Kunstwerken dient seit dem 1. Dezember 2016 auf der 6,5 Kilometer langen Strecke zwischen Cornavin und Bernex das Tram Monochrome Rose von Pipilotti Rist.
Nach Stadtlounge (2005) ist Monochrome Rose ein weiteres Projekt der Schweizer Künstlerin im Urbanen Raum der Schweiz.
Bereits 2009 hatte Rist ihre Projektidee bei den Verantwortlichen eingereicht, doch erst sieben Jahre später kam der Zuschlag: «Als ich es einreichte, gab es noch kaum Themen- und Werbetrams. Ein Tram komplett ohne Werbung und in einer einzigen Farbe hat eine besondere Wirkung: Das Monochrome stellt alle anderen Farben in einen Kontrast. Plötzlich sieht man den Himmel ganz anders. Oder das Grau des Bodens. Das hat mich interessiert: Dass man mit einem solchen alltäglichen Vehikel, Gespräche, Begegnungen und Diskussionen auslösen kann.»
Kuverum Kulturvermittlung konzipierte unter dem Titel «rose explose» neun Vermittlungsprojekte für das fahrende Kunstwerk. Bildungsinstitutionen sollten angeregt werden, auch eigene Ideen für kleine Workshops zu entwickeln. Die Farbe Rosa sollte Gedanken, Gespräche und neue Begegnungen initiieren. Rist verfolgte die Absicht, den Fahrgästen eine meditative Pause zu ermöglichen.
Projektbeispiele sind:
- Complimenrose – Glücksmomente für unterwegs:[12] Auf den Tramsitzen liegen kleine Karten mit Komplimenten verteilt, die Schülerinnen und Schüler verfasst haben. Nach dem Lesen soll die Karte an eine andere Person weitergegeben werden, aber die Karte soll im Tram bleiben. So entstehen Gespräche. Auch auf einem Bildschirm sind Komplimente zu lesen.
- #MonLieuRose – Zeig uns dein Genf![13] Lieblingsorte in Genf sollen fotografiert und die Bilder auf Instagram hochgeladen werden: Plätze, die «la vie en rose» sind, oder Orte, die auch ohne rosa Brille begeistern.
- Penser en rose – Gedankenfahrten, eine Tramfahrt: Am Anfang stehen Wahrnehmungsübungen: Die Teilnehmenden schliessen die Augen und stellen sich vor, sie seien in einem weissen Raum, der rosa eingefärbt wird und sich verformt. Sie erzählen von ihren Phantasien und schreiben dann, zum Beispiel über eine Erinnerung an einen rosa Gegenstand.[14]
- Tramku – Japanische Poesie im Tram schreiben: Die Teilnehmenden lernen die Grundregeln der japanischen Gedichtform Haiku und verfassen im Tram selbst welche. So eröffnen sich neue Horizonte.[15]

## Kunstgeschichtliche Einordnung und Deutung
Das mobile Kunstwerk von Pipilotti Rist zitiert spielerisch Yves Kleins 1956 entstandenes Werk Monochrome rose sans titre. Während Klein im Titel deutlich macht, dass das Werk keinen Namen besitzt und damit keine Identifikationsfläche für die Betrachtenden bietet, individualisiert die Benennung der von Pipilotti Rist gestalteten Tram das Fahrzeug, das im Stadtbild und gegenüber anderen, konventionell gestalteten Fahrzeugen aufgrund seiner Farbe hervorsticht. Die Fahrt darin wird zum besonderen, außeralltäglichen Erlebnis. Wie Carolyn L. Kane unter Rückbezug auf die Farbtheorie von Gilles Deleuze herausarbeitet, ist die mit Sinn verbundene Aufladung eines alltäglichen Gegenstandes mittels Farbe ein wiederkehrendes Prinzip in den Arbeiten von Pipilotti Rist. In Rists Verständnis ist Farbe radikal und gefährlich, manche Menschen empfänden sie sogar als abschreckend oder angsteinflößend. In Rists Werken wie Pepperminta (2009), Sip My Ocean (1996) oder Ever is Over All (1997) hat Farbe nachgerade lebensverändernde Qualitäten. Rist formuliert als Ziel ihrer Arbeiten jedoch: «I’m merely giving color back to the world, coming close to reality; I don’t go beyond.» (auf Deutsch: «Ich gebe der Welt Farbe zurück und komme damit der Realität näher; weiter gehe ich nicht.») Die farbliche Gestaltung des Tramwagens auch im Innenraum ist als sinnliche, kommunikationsfördernde Intervention im Alltag konzipiert. Emily Watlington ist der Auffassung, Monochrome Rose sei ein mediales Mittel, das seduziert und über einen Tabubruch irritiert. Es löse eine emotionale Palette in den Betrachtenden und Fahrgästen aus, die Überraschung und soziale Interaktion erzeuge.